# Olaf Schindler
Olaf Carsten Schindler (* 17. Januar 1969 in Kaiserslautern) ist ein ehemaliger deutscher Basketballspieler. Der 2,03 Meter große Flügelspieler spielte während seiner Karriere unter anderem für den TV Langen, TVG Trier und die SG Braunschweig in der Basketball-Bundesliga.

## Laufbahn
1988 wechselte Schindler von Speyer zum TV Langen und stieg in seiner ersten Saison mit den Hessen von der 2. Basketball-Bundesliga in die Basketball-Bundesliga auf. Schindler blieb mit dem TVL nur ein Jahr in der ersten Liga, im Frühjahr 1990 musste der Abstieg hingenommen werden.
Er verließ Langen in Richtung USA, wo er in der Saison 1990/91 an der Weber State University (Bundesstaat Utah) spielte und studierte. Zur Saison 1991/92 war er wieder in Langen, wiederum verpasste man den Klassenerhalt. Schindler blieb in der Bundesliga, er schloss sich zur Saison 1992/93 der TVG Trier an. Nach einem Jahr in Trier folgten Stationen beim Bundesligisten SG Braunschweig, ab 1994 beim Zweitligisten BG 74 Göttingen sowie später beim portugiesischen Verein Seixal FC. Ab Ende November 1997 verstärkte Schindler den Zweitligisten USC Heidelberg, später war er noch beim 1. FC Kaiserslautern und beim TSV Speyer aktiv.

### Nationalmannschaft
Schindler nahm mit der deutschen Junioren-Nationalmannschaft an der Weltmeisterschaft 1987 sowie an der Europameisterschaft 1988 teil. Bei der EM '88 war er mit einem Punkteschnitt von 10,7 hinter Henrik Rödl zweitbester Korbschütze der deutschen Mannschaft.